# Mezná (district de Tábor)
Pour les articles homonymes, voir Mezná.
Mezná (en allemand : Mesna) est une commune du district de Tábor, dans la région de Bohême-du-Sud, en République tchèque. Sa population s'élevait à 99 habitants en 2020.

## Géographie
Mezná se trouve à 20 km au sud-sud-est de Tábor, à 40 km au nord-est de České Budějovice et à 94 km au sud-sud-est de Prague.
La commune est limitée par Tučapy et Katov au nord, par Dírná à l'est, par Třebějice au sud et par Přehořov à l'ouest.

## Histoire
La première mention écrite du village date de 1385.